# Ugo Frigerio
Ugo Frigerio (ur. 16 września 1901 w Mediolanie, zm. 7 lipca 1968 w Garda) – włoski lekkoatleta, chodziarz.
Rozpoczął uprawianie chodu sportowego w 1918, w wieku 17 lat. W następnym roku zdobył po raz pierwszy mistrzostwo Włoch w chodzie na 10 000 metrów. W 1920 został mistrzem Włoch w chodzie na 10 000 metrów i wicemistrzem na 3000 metrów.
Na igrzyskach olimpijskich w 1920 w Antwerpii zwyciężył na obu dystansach chodu: na 3000 metrów i na 10 000 metrów. Przed finałem chodu na 3000 metrów podszedł do dyrygenta orkiestry grającej na środku stadionu i wręczył mu zestaw nut do zagrania. Maszerując w rytm muzyki oderwał się od konkurentów i wygrał o 20 metrów, zatrzymując się raz pod koniec, gdy zwrócił uwagę orkiestrze, że gra w niewłaściwym tempie. W chodzie na 10 km zwyciężył z przewagą ponad półtorej minuty.
Przez następne 4 lata regularnie zdobywał mistrzostwo Włoch, a w 1922 został również mistrzem Wielkiej Brytanii (AAA) w chodzie na 2 mile.
Na igrzyskach olimpijskich w 1924 w Paryżu rozgrywano tylko chód na 10 000 metrów. Frigerio zdobył w tej konkurencji swój trzeci złoty medal olimpijski. W 1925 z sukcesami startował w Stanach Zjednoczonych.
Kontrowersje związane z sędziowaniem zawodów w chodzie sprawiły, że na igrzyskach olimpijskich w 1928 w Amsterdamie nie rozgrywano tych konkurencji. Frigerio zrezygnował z wyczynowego uprawiania sportu. Powrócił jednak, gdy ogłoszono, że na igrzyskach olimpijskich w 1932 w Los Angeles będzie rozegrany chód na 50 kilometrów, tym razem na szosie, a nie na stadionie. W 1931 zdobył mistrzostwo Włoch na 10 000 metrów i Wielkiej Brytanii na 7 mil.
Na igrzyskach w 1932 miał już ponad 30 lat. Nie był w stanie wygrać chodu, ale zdobył brązowy medal. Z czterema medalami olimpijskimi jest obok Roberta Korzeniowskiego i Wołodymyra Hołubnyczego najbardziej utytułowanym chodziarzem w historii.
Frigerio był mistrzem Włoch w chodzie na 3000 metrów w 1921 i 1922, w chodzie na 10 000 metrów w latach 1919–1921, 1923. 1924 i 1931 i w chodzie godzinnym w 1920.
Opublikował autobiografię Marciando nel nome dell’Italia (Chodząc w imieniu Włoch) w 1934.